# Quartier Saint-Sever
Pour les articles homonymes, voir Saint-Sever (homonymie).
Le quartier Centre-ville – Rive gauche ou quartier Saint-Sever [sɛ̃svεr] est l'un des douze quartiers de Rouen. Il s'organise notamment autour de l'église Saint-Sever (XIXe siècle) et du centre commercial Saint-Sever.
C'est un quartier d'affaires, un centre administratif. Il est le cœur de la rive gauche de la ville.

## Histoire
À l'origine connu sous le nom de faubourg d'Emendreville, il prend le nom de faubourg Saint-Sever lors de la translation des reliques de saint Sever, évêque d'Avranches, à la fin du Xe siècle, dans l'oratoire Saint-Cassien, devenu par la suite église Saint-Sever. Une chronique de Rouen rapporte qu'on ordonna à Galéran IV de Meulan de piller Emendreville en 1144 alors que Geoffroy Plantagenêt soumet Rouen. Galéran, avec un grand nombre de chevaliers et de fantassins descendirent dans le faubourg, l'incendièrent entièrement ainsi que la grande église de Saint-Sever.
C'est dans ce quartier que se trouvaient la plupart des fabriques de faïence qui firent la renommée de la faïence de Rouen.
Blaise Pascal y répète, en 1646 avec son père, les expériences de Torricelli sur le vide.
John Holker y fonde en 1752 la Manufacture royale de velours et de draps de coton et, en 1767, la première fabrique française d'acide sulfurique.
Le 2 novembre 1802, le premier consul Napoléon Bonaparte visite la manufacture de coton des frères Sévène. Il retourne visiter cette manufacture le 1er juin 1810.
Au XIXe siècle, l'industrie en plein développement sur la rive gauche du fleuve entraîne un développement rapide de l'urbanisation.
En 1856, le marché aux bestiaux est inauguré sur la place des Emmurées.
L'ancien prieuré bénédictin de Bonne-Nouvelle (ou Notre-Dame-des-Prés) a été détruit au XIXe siècle. Henri Ier d'Angleterre, l'impératrice Mathilde et Arthur Ier de Bretagne y avaient été inhumés.
La caserne Pélissier héberge le 74e régiment d'infanterie, puis, de 1886 à 1974, le 39e régiment d'infanterie.
La gare de la Compagnie d'Orléans, terminus de la ligne Rouen-Orléans, fut édifiée place Saint-Sever (devenue place Carnot en 1894), face au pont Boieldieu, en 1883, et reconstruite par Juste Lisch en 1894. La gare a été détruite en 1944 et la Cité administrative en occupe aujourd'hui l'emplacement.
Un viaduc reliant la gare d'Orléans à la gare Saint-Sever et surplombant la rue Lafayette est mis en service en 1898.
Au lendemain de la Seconde Guerre mondiale, le quartier en bordure de Seine est reconstruit selon le plan de l'urbaniste Jacques Gréber adopté en 1946, qui prévoit d'y regrouper toutes les grandes administrations.
Dans les années 1950, les cyclomoteurs Scoutex y sont fabriqués dans les usines Francia.
Dans la nuit du 5 au 6 août 2016 a lieu l'incendie du Cuba Libre.

### Le centre Saint-Sever
Après la Reconstruction, qui s'achève tardivement à Rouen, avec la réalisation de la tour des Archives, Rouen veut héberger un projet moteur pour la rive gauche dans le quartier Saint-Sever. Ce projet consiste en la réalisation d'une zone d'affaires avec un centre commercial dans une zone à réaménager. C'est avec la création des quartiers d'habitat des Sapins, du Châtelet et de la Grand'Mare sur les hauteurs de la ville, la plus grande opération d'urbanisation de l'après-Reconstruction à Rouen.
Rouen est dans les années 1950-1960 un terrain d'expérimentation pour la ville de Paris[Quoi ?].
En 1959, Louis Arretche est nommé architecte conseil au service d'urbanisme de Rouen. Il fait appel à l'Atelier de Montrouge (ATM) et constitue un atelier municipal d'urbanisme en 1960. Cette année-là, le plan directeur de Rouen est établi. Cette version abstraite montre un point important : la communication des deux rives par le noyau que constitue Saint-Sever.
Tandis que la loi Malraux (1962) marque les secteurs sauvegardés sur la rive droite, une volonté se manifeste de donner à Rouen un centre-ville moderne rive gauche. L'ATM dégage des points importants pour la vie du quartier de Saint-Sever : il se doit d'être à l'échelle de la ville et de l'agglomération et de ne pas créer un centre-ville mort la nuit.
Un idéal des formes modernes se dégage, avec l'application de dalles liées à différents flux, par les hauteurs, mais il y a la relation à la ville, la flèche de la cathédrale. La proposition consiste en des immeubles hauts et bas. Le tout est surélevé, ce qui permet d'abriter un parking. Le projet est décomposé en 4 phases sur une durée de 20 ans. Les blocs sont créés puis reliés par des dalles. Finalement, l'ATM n'est plus lié au projet et s'occupera du projet de ville nouvelle de Val-de-Reuil. Gérard Thurnauer, membre de l'ATM, qualifiera Saint-Sever de « loupé urbain 3 étoiles ».
Envisagé depuis la fin des années 1950, il forme la clef de voûte du schéma directeur d'aménagement et d'urbanisme (SDAU) de l'agglomération Rouen-Elbeuf. Décidé dans les années 1960, il vise à rééquilibrer l'agglomération sur les deux rives de la Seine et constitue une suite logique du développement de la rive gauche après la préfecture (actuel hôtel du département), la Cité administrative et l'ouverture de l'autoroute de l'Ouest (actuelle A13), la rive gauche devenant l'axe principal d'accès de l'agglomération.
Le maire Jean Lecanuet, élu à cette fonction en 1968, est un fervent partisan de l'urbanisation de la rive gauche qui l'a vu naître. Il lance en 1969 le projet de centre commercial Saint-Sever, qui sera achevé neuf ans plus tard, pour faire face au projet d'un grand centre commercial sur le territoire de la commue voisine du Grand-Quevilly, soutenu par son rival socialiste Tony Larue. Bâti sur 14 hectares d'anciennes usines et de terrains vagues, il est l'un des premiers à regrouper une centaine de bureaux et commerces. Guy Pessiot, historien de Rouen, explique que « Lecanuet voulait éviter que la ville ne se dissolve dans sa périphérie ». Les travaux de construction commencent en mai 1975. En 1977, le parking en sous-sol de 1 800 places est en achèvement. Par-dessus s'installent un hypermarché et une galerie marchande sur plusieurs niveaux. Inauguré le 23 octobre 1978, il s'accompagne de l'Espace Duchamp-Villon, équipement culturel polyvalent qui ouvrira en octobre 1979. L'ouverture du centre commercial (appartenant à Unibail-Rodamco) et le percement du boulevard de l'Europe entraînent de nombreuses opérations immobilières de logement et d'activités tertiaires.
Des scènes du film À mort l'arbitre de Jean-Pierre Mocky ont été tournées dans le centre commercial Saint-Sever.

## Monuments et bâtiments

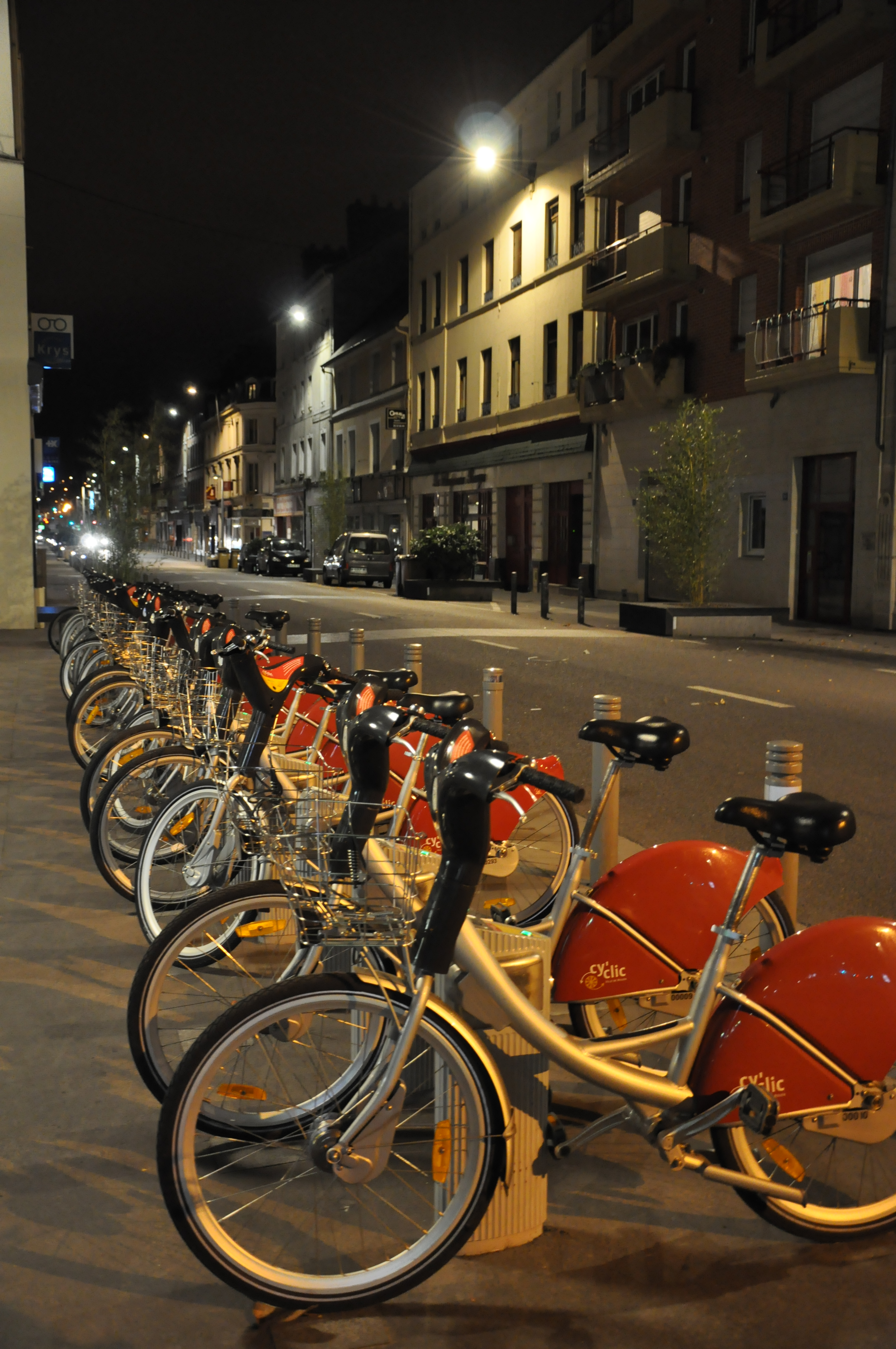
Station Cy'clic de la rue Lafayette.

- Centre commercial Saint-Sever et cinéma. La salle de théâtre Duchamp-Villon est fermée depuis 2001.
- Conseil départemental de la Seine-Maritime[12].
- Archives départementales de Seine-Maritime, avec sa tour culminant à 104 mètres, inaugurée en 1965.
- Ancienne gare de Rouen-Saint-Sever, sur le site de laquelle il est en projet de créer une nouvelle gare d'agglomération.
- Église Saint-Sever (1860)[13].
- Cité administrative de Rouen.
- Monument de la Victoire (1925), œuvre de Real del Sarte.
- Piscine Diderot.
- Salle des Cotonniers, gymnase construit en 1989.
- Institut national de la boulangerie pâtisserie.
- Gare de Rouen-Orléans, fermée aux voyageurs depuis 1944.
- Consulat honoraire d'Allemagne à Rouen

## Personnalités liées au quartier
- Étienne et Blaise Pascal (font en 1646 des expériences sur le vide avec Pierre Petit)
- John Holker (1719-1786)
- François Mustel (1719-1803)
- Charles Cord'homme (1824-1906) a vécu au no 24 rue Brisout-de-Barneville
- Paul Baudry (1825-1909)
- Louis Deglatigny (1854-1936) a vécu au 29 rue Blaise-Pascal
- Raoul Fortin (1855-1945) a vécu 24 rue du Pré
- Henri Gadeau de Kerville (1858-1940) a vécu 7 rue du Passage-Dupont
- Georges-Louis Goupillières a vécu au 74 rue Lafayette
- Robert Diochon (1883-1953) a vécu au 15 bis rue d'Elbeuf
- Robert (1914-1985) et Jeanne Bluteau (1916-2001) y ont habité au 3 rue des Emmurées de 1959 à 1966
- Jean Lecanuet (1920-1993) est né au no 41 rue du Pré